# IKA/Olympiade der Köche

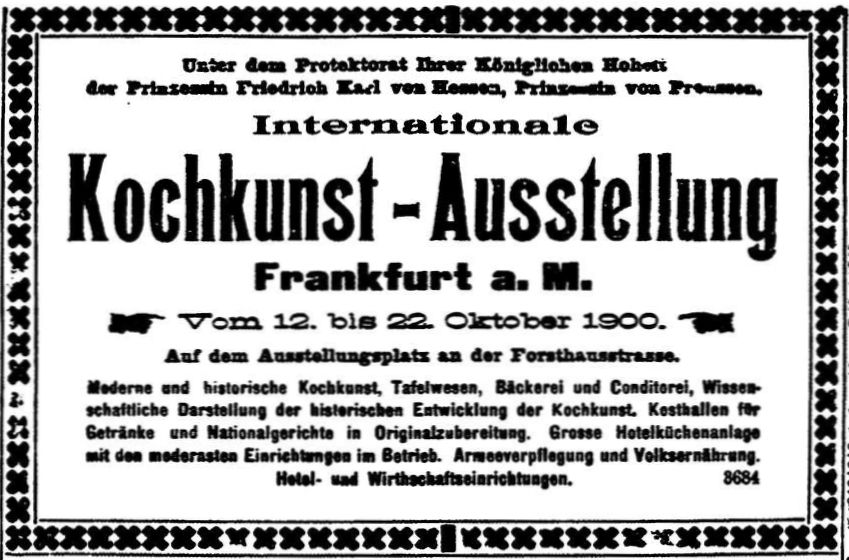
Anzeige für die erste Internationale Kochkunst-Ausstellung 1900 in der Freiburger Zeitung

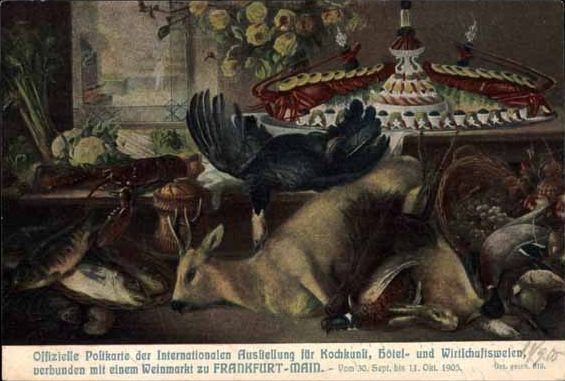
„Offizielle Postkarte“ für die zweite Internationale Kochkunst-Ausstellung, 1905

Die IKA/Olympiade der Köche (Internationale Kochkunst-Ausstellung) ist der weltweit älteste noch bestehende, größte und prestigeträchtigste Berufswettbewerb für Köche und Pâtissiers, der alle vier Jahre in Deutschland stattfindet. Die 26. IKA/Olympiade der Köche 2024 findet vom 2. bis 7. Februar 2024 in Stuttgart parallel zur Intergastra statt. Ausgerichtet wird sie vom Verband der Köche Deutschlands (VKD).

## Wettbewerbe
Kulinarisches Kräftemessen: In unterschiedlichen Kategorien geht es an den Wettkampftagen für die Teilnehmenden der IKA/Olympiade der Köche um alles. Während die Teamköche als Mannschaft antreten und in den unterschiedlichen Kategorien um einen Platz auf dem Treppchen kämpfen, sind die Einzelaussteller ganz auf sich gestellt. Kreativität und Fingerspitzengefühl werden von allen gefragt sein, wenn Kulinarik auf Kunst trifft.

### Nationalmannschaften
Die „Königsdisziplin“ für die besten Köcheteams aus aller Welt: Mit dem Willen, das eigene Land zu vertreten und das Beste auf die Teller zu zaubern, stellen sich die Mannschaften dem renommierten Wettbewerb. Tickets sind nach Verfügbarkeit buchbar.
Restaurant of Nations: ein Drei-Gänge-Menü für mehr als 100 Personen, das am Restauranttisch serviert wird.
Chef’s Table: ein halbes Dutzend verschiedener Speisen, an einem großen Tisch vor den Wettbewerbsküchen – mit persönlichem Service und direkter Nähe zum Köcheteam.

### Jugendnationalmannschaften
Hier kochen die Talente von Morgen: Nicht älter als 25 Jahre, hochmotiviert und ambitioniert sind die jungen Mitglieder der Nachwuchs-Nationalteams, die auf dem Stuttgarter IKA-Parkett aufkochen. Tickets sind nach Verfügbarkeit buchbar.
Restaurant of Nations: ein Drei-Gänge-Menü für mehr als 50 Personen, das am Restauranttisch serviert wird.
Junior Chef’s Table: ein halbes Dutzend verschiedener Speisen, an einem großen Tisch vor den Wettbewerbsküchen – mit persönlichem Service und direkter Nähe zum Köcheteam.

### Regionalmannschaften
Mit Stolz und Leidenschaft für ihre jeweilige Region treten die Teams aus aller Welt gegeneinander an und stellen ihre kalte Kochkunst unter Beweis – nur zum Anschauen. Die Herausforderung liegt im zweigeteilten Wettbewerb.
Culinary Art: Fingerfood und ein exklusives Menü.
Pastry Art: kunstvolle Desserts und Gebäckvariationen.

### Community Catering
Sie sind die Spezialisten für exzellentes Essen in großem Stil: Die Teammitglieder der Gemeinschaftsverpflegung und der Streitkräfte zeigen zur Mittagszeit ihre Stärken in Organisation und Kochkunst. Mit wechselndem Warenkorb, ausgesuchten Produkten und einem festgelegten Budget. Tickets sind nach Verfügbarkeit buchbar.
Restaurant of Community Catering: Ausrichten eines Mittagstischs mit Zubereitung, Ausgabe und fachgerechter Kalkulation von Zutaten und Preisen.

### Einzelaussteller und Live Carver
Schokolade, Früchte, Zucker: Daraus kreieren Foodartisten und Messervirtuosen aus aller Welt in unterschiedlichen Kategorien einzigartige Skulpturen und Kunstwerke. Mit Fingerfood, einem Fünf-Gänge-Menü und Dessertplatten schaffen die Einzelaussteller weitere Kochkunst nur für die Augen.
Ihre Messer wetzen außerdem die Live Carver, die meisterhafte Figuren aus Gemüse und Obst entstehen lassen.

## Geschichte

Das Logo der IKA/Olympiade der Köche

Die Erste Internationale Kochkunst-Ausstellung (IKA) der Messe Frankfurt fand vom 12. bis zum 22. Oktober 1900 als Kooperations-Veranstaltung des „Internationalen Verbandes der Köche“ (IVdK), des „Frankfurter Gastwirtevereins“ und des „Vereins zur Förderung des Fremdenverkehrs“ unter dem Protektorat von Prinzessin Margarethe von Preußen statt. Initiator war Matthaeus Carl Banzer, Verbandsvorsitzender und Mitbegründer des IVdK, der bis zur IKA 1934 auch technischer Leiter war. 1900 war auch das fünfte Jubiläum des 1895 gegründeten Gastwirtevereins, der späteren Hotel- und Gaststättenvereinigung (HOGA) und jetzigen DEHOGA Kreisverbands. Die Internationale Kochkunst-Ausstellung 1911 wurde auch vom IVdK und vom Gastwirteverein organisiert.
Der IVdK war seit 2. Mai 1933 gleichgeschaltet und an die Deutsche Arbeitsfront angeschlossen worden. Banzer wurde Ende 1934 ins Ehrenpräsidium abgeschoben und NS-Parteimitglieder übernahmen die leitenden Funktionen. Die Ausstellung 1937 wurde von der DAF ausgerichtet. Wie jede internationale Veranstaltung wurde auch die IKA zur Propaganda genutzt. So wie sich der Inhalt der Fachzeitschriften änderte, war auch bei dieser Messe der Höhepunkt die Sonderveranstaltung „Die Deutsche Großküche“, der laut Bericht auch vom Heer, der Marine, vom Reichsarbeitsdienst und den Gesundheitsbehörden großes Interesse entgegengebracht wurde. Die „Ansprachen beim Empfang im Bürgersaal des Rathauses der Stadt des Deutschen Handwerks Frankfurt am Main“ (28 S.) wurden in eigenen Auflagen auf Deutsch, Französisch, Englisch und Italienisch herausgebracht. Wie während des Ersten Weltkrieges fand auch während des Zweiten Weltkriegs keine Kochkunst-Ausstellung statt.
1948 wurde der Nachfolgeverein des IVdK gegründet, der Verband der Köche Deutschlands (VKD) und 1950 fand die erste Bundesfachschau für das Hotel- und Gaststättengewerbe in Köln statt. Bei der zweiten Bundesfachschau 1951 in Frankfurt wurde an die Tradition wieder angeknüpft und eine Kochkunstschau veranstaltet. Manche zählen deshalb jene nicht zu den IKAs und schreiben von der ersten IKA nach dem Zweiten Weltkrieg im Jahre 1956. In diesem Jahr waren auch erstmals die Vereinigten Staaten vertreten. Die bis 1971 jährlich in einer anderen Stadt abgehaltene Bundesfachschau machte alle vier Jahre in Frankfurt am Main Station und zeitgleich wurde die Kochkunst-Ausstellung abgehalten. 1972 kommt die Bundesfachschau unter diesem Namen ins Stocken. Die IKA und eine Fachschau werden jedoch auch 1972 und 1976 abgehalten.
Im Jahre 1980 wurde dann die Kombination IKA/HOGA – Internationale Kochkunst-Ausstellung / Fachausstellung Hotel- und Gaststättengewerbe geschaffen, wobei die HOGA zweijährlich stattfand, die IKA dazu alle vier Jahre. Die Abkürzung ist so griffig, dass vor allem in einigen nicht-deutschsprachigen Berichten von der IKAHOGA die Rede ist. Die HOGA zieht jedoch ab dem ungeraden Jahr 1991 zu einem Frühjahrestermin nach Nürnberg um und in Frankfurt wird 1992 die Menue & Logis – Internationale Fachmesse geschaffen. Vor allem in den USA und international wird die IKA schon seit Anfang der 1960er Jahre als culinary olympics oder International Chefs Culinary Olympics bezeichnet, ab Ende der 1960er Jahre auch als International Culinary Olympics und seit spätestens Mitte der 1970er Jahre als World Culinary Olympics. Dem wurde nun auch in der deutschen Bezeichnung Rechnung getragen und sie findet als IKA Olympiade der Köche statt. Die Messe war ein Erfolg und eine im Gespräch gewesene Austragung 1996 im Walt Disney World Resort wurde wieder fallen gelassen. Die nächste Menue & Logis wird jedoch 1995 zu einem Frühjahrstermin abgehalten. So wanderte man 1996 erstmals aus Frankfurt weg nach Berlin zur neu geschaffenen AroomA – Internationale Gastronomie- und Hôtellerie-Messe. Die findet auch noch 1998 statt, Anfang 2000 wird sie jedoch wegen zu wenig angemeldeter Aussteller abgesagt. Es fand sich daraufhin recht kurzfristig in Erfurt die zweijährlich veranstaltete inoga – Fachmesse für Branchen der Gastlichkeit, welche schon 1998 als lokale THÜHOGA – 1. Thüringer Fachmesse für Branchen der Gastlichkeit am Messegelände stattfand (auch wenn es schon 1996 eine ThüHOGA in Erfurt gab).
An der IKA 2004 nahmen 32 Nationalmannschaften, 16 Jugendnationalmannschaften, 10 nationale Militärmannschaften, 7 nationale Pâtissiermannschaften, 7 Großverpflegungs-Teams aus 5 Nationen, 53 Regionalmannschaften aus 14 Nationen sowie Einzelbewerber teil, insgesamt etwa 1200 Köche und Patissiers aus 4 Nationen.
Bei der Veranstaltung 2008 nahmen 32 Nationalmannschaften, 20 Jugendnationalmannschaften, 10 nationale Militär-Teams, 8 Großverpflegung-Teams aus 4 Nationen, 62 Regionalteams aus 23 Nationen und Einzelaussteller aus 33 Nationen teil, insgesamt etwa 1600 Köche aus 53 Nationen.
Erfurt wurde auch für 2012 und 2016 wieder vom Verband der Köche Deutschlands als Veranstaltungsort ausgewählt, unter anderem auch weil sich in den Jahren davor die Betriebe der Region als Gastgeber für die Köcheteams aus aller Welt bewährt haben und sich auf die ganz speziellen Bedürfnisse, wie etwa nächtliche Trainings- und Vorbereitungsmöglichkeiten in den Küchen eingestellt hatten.

## Life Chief Award
Seit 2008 wird im Rahmen der IKA eine Persönlichkeit mit dem Life Chief Award, der höchsten Auszeichnung des VKD, für ihr Lebenswerk ausgezeichnet.
- 2008: Joseph König – VKD-Ehrenpräsident
- 2012: Paul Bocuse, „Jahrhundertkoch aus Lyon“, Mitgestalter der Nouvelle Cuisine
- 2020: Siegfried Schaber

## Termine
| Nr. | Jahr | Termin       | d  | Ort          | Name und in Verbindung mit… |
| --- | ---- | ------------ | -- | ------------ | --- |
| 1   | 1900 | 12.–22.10.   | 13 | Frankfurt/M. | Internationale Kochkunst-Ausstellung Frankfurt a. M. |
| 2   | 1905 | 30.9.–11.10. | 12 | Frankfurt/M. | Internationale Ausstellung für Kochkunst, Hotel- und Wirtschaftswesen, verbunden mit einem Weinmarkt zu Frankfurt-Main                                                                                              |
| 3   | 1911 | 30.9.–11.10. | 12 | Frankfurt/M. | Internationale Kochkunst-Ausstellung Frankfurt a. M. |
| 4   | 1925 | 24.10.–4.11. | 12 | Frankfurt/M. | Internationale Ausstellung für Kochkunst, Hotel- & Gastwirts-Gewerbe Frankfurt M. |
| 5   | 1929 | 12.–23.10.   | 12 | Frankfurt/M. | Ika – Internationale Kochkunst-Ausstellung Frankfurt am Main, verbunden mit einer Ausstellung für Hotel- und Gaststättenwesen                                                                                       |
| 6   | 1934 | 6.–17.10.    | 12 | Frankfurt/M. | IKA – 6. Internationale Kochkunst-Ausstellung, Frankfurt а. M. |
| 7   | 1937 | 9.–20.10.    | 12 | Frankfurt/M. | IKA – 7. Internationale Kochkunst-Ausstellung, Frankfurt a. M., verbunden mit einer Ausstellung für Hotel- und Gaststättenwesen                                                                                     |
| 8   | 1951 | 21.9.–1.10.  | 11 | Frankfurt/M. | 2. Bundesfachschau für das Hotel- u. Gaststättengewerbe und Kochkunstschau Frankfurt a. M. |
| 9   | 1956 | 30.9.–7.10.  | 8  | Frankfurt/M. | 9. Internationale Kochkunst-Ausstellung und 7. Bundesfachschau für das Hotel- und Gaststättengewerbe |
| 10  | 1960 | 2.–9.10.     | 8  | Frankfurt/M. | 10. Internationale Kochkunst-Ausstellung und 11. Deutsche Bundesfachschau für das Hotellerie und Gaststättengewerbe                                                                                                 |
| 11  | 1964 | 30.10.–6.11. | 8  | Frankfurt/M. | (IKA) 11. Internationale Kochkunst-Ausstellung und 15. Bundesfachschau für das Hotel- und Gaststättengewerbe |
| 12  | 1968 | 12.–20.10.   | 9  | Frankfurt/M. | 12. Internationale Kochkunst-Ausstellung und 19. Bundesfachschau für das Hotel- und Gaststättengewerbe (12. IKA) |
| 13  | 1972 | 8.–15.10.    | 8  | Frankfurt/M. | 13. Internationale Kochkunst-Ausstellung |
| 14  | 1976 | 21.–28.10.   | 8  | Frankfurt/M. | IKA – Internationale Kochkunst-Ausstellung |
| 15  | 1980 | 24.–30.10.   | 7  | Frankfurt/M. | IKA/HOGA – Internationale Kochkunst-Ausstellung / Fachausstellung Hotel- und Gaststättengewerbe |
| 16  | 1984 | 12.–18.10.   | 7  | Frankfurt/M. | IKA/HOGA – Internationale Kochkunst-Ausstellung / Fachausstellung Hotel- und Gaststättengewerbe |
| 17  | 1988 | 16.–20.10.   | 5  | Frankfurt/M. | IKA/HOGA – Internationale Kochkunst-Ausstellung und Fachmesse Hotel- und Gastronomie |
| 18  | 1992 | 11.–15.10.   | 5  | Frankfurt/M. | Menue & Logis mit IKA Olympiade der Köche |
| 19  | 1996 | 8.–12.9.     | 5  | Berlin       | AroomA – Internationale Gastronomie- und Hôtellerie-Messe mit IKA/Olympiade der Köche |
| 20  | 2000 | 22.–25.10.   | 4  | Erfurt       | inoga – Fachmesse für Branchen der Gastlichkeit mit IKA/Olympiade der Köche (inoga/IKA oder IKA/inoga) |
| 21  | 2004 | 17.–20.10.   | 4  | Erfurt       | inoga – Fachmesse für Branchen der Gastlichkeit und IKA – Internationale Kochkunstausstellung / Olympiade der Köche inoga – Fachmesse der Gastlichkeit mit der IKA – Olympiade der Köche (inoga/IKA oder IKA/inoga) |
| 22  | 2008 | 19.–22.10.   | 4  | Erfurt       | inoga – Fachmesse für die Branchen der Gastlichkeit. IKA / Olympiade der Köche (inoga/IKA oder IKA/inoga) |
| 23  | 2012 | 5.–10.10.    | 6  | Erfurt       | inoga – Fachmesse für die Branchen der Gastlichkeit mit IKA/Olympiade der Köche (inoga/IKA oder IKA/inoga) |
| 24  | 2016 | 21.–26.10    | 6  | Erfurt       | |
| 25  | 2020 | 14.-19.2.    |    | Stuttgart    | Intergastra und Gelatissimo mit IKA/Olympiade der Köche |
| 26  | 2024 | 2.-7-2       |    | Stuttgart    | Intergastra und Gelatissimo mit IKA/Olympiade der Köche |